# Habrotrocha sollicita
Habrotrocha sollicita är en hjuldjursart som beskrevs av Donner 1949. Habrotrocha sollicita ingår i släktet Habrotrocha och familjen Habrotrochidae. Inga underarter finns listade i Catalogue of Life.